# William McTaggart
Sir William McTaggart (Landgoed Aros, in de buurt van Campbeltown, 25 oktober 1835 – Lasswade, 2 april 1910) was een Schotse kunstschilder, vooral bekend voor zijn landschappen en marines. Sommigen noemden hem een impressionist, maar anderen zijn van oordeel dat, hoewel de evolutie van de techniek hem zeker niet onbekend was, hij toch vooral geïnteresseerd was in het schilderen van mooie, poëtische landschappen.

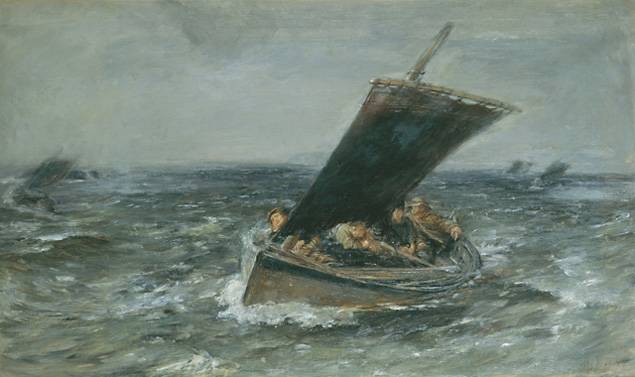
Through Wind and Rain, 1875, McManus Galleries & Museum, Dundee

## Biografie
William werd geboren op het Aros landgoed bij Machrihanish in een familie van kleine pachters (crofters) die nog Schots-Gaelisch spraken. Hij was de derde zoon van Dugald McTaggart en Barbra Brodie, die vijf zoons en drie dochters grootbrachten. Op zijn twaalfde kwam hij als leerjongen terecht bij de apotheker Dr John Buchanan die al zeer snel het artistiek talent van de jongen ontdekte en aanmoedigde.
Toen zijn leerperiode bij John Buchanan was afgelopen, trok hij in februari 1852, erg tegen de zin van zijn ouders, naar Glasgow om een schildersopleiding te beginnen. Hij had er contact met Daniel Macnee dankzij een aanbevelingsbrief van Buchanan. Van hem kreeg hij de goede raad zich in te schrijven aan de Trustees Academy in Edinburgh. Met een aanbevelingsbrief van Macnee op zak, bood hij zich aan bij Robert Scott Lauder en raakte zo op 19 april 1852 ingeschreven aan de Trustees Academy om de lessen tekenen en schilderen bij Lauder te volgen. Vanaf juli 1853 bracht hij op uitnodiging van kapitein Watt, de schipper van de Vanguard die tussen Dublin en Glasgow voer, vier opeenvolgende zomervakanties door bij de familie Watt in Dublin, waar hij van de Watt’s en uit hun kennissenkring voldoende opdrachten kreeg om het volgende schooljaar zijn kosten te kunnen dekken.
Als student won hij al verschillende prijzen en kon hij regelmatig exposeren in de Royal Scottish Academy in Edinburgh en in de Royal Academy in Londen. Hij schilderde portretten en prerafaëlitische genrestukken om in zijn levensonderhoud te voorzien en was hierin vrij succesvol. Door dit vroege succes werd hij al in 1859 associate member van de RSA en slechts 11 jaar later werd hij volledig lid.
Tijdens een schildervakantie in 1860, rond Campbeltown Loch, ontmoette hij Mary Holmes. Drie jaar later, op 9 juni 1863, trouwden ze in Glasgow. Ze vestigden zich in Edinburgh. McTaggart was nooit geïnteresseerd om zijn vele studiegenoten die hun geluk zochten in Londen te volgen. Hij exposeerde weliswaar tussen 1866 en 1876 in de Royal Academy, maar bleef Schotland trouw.

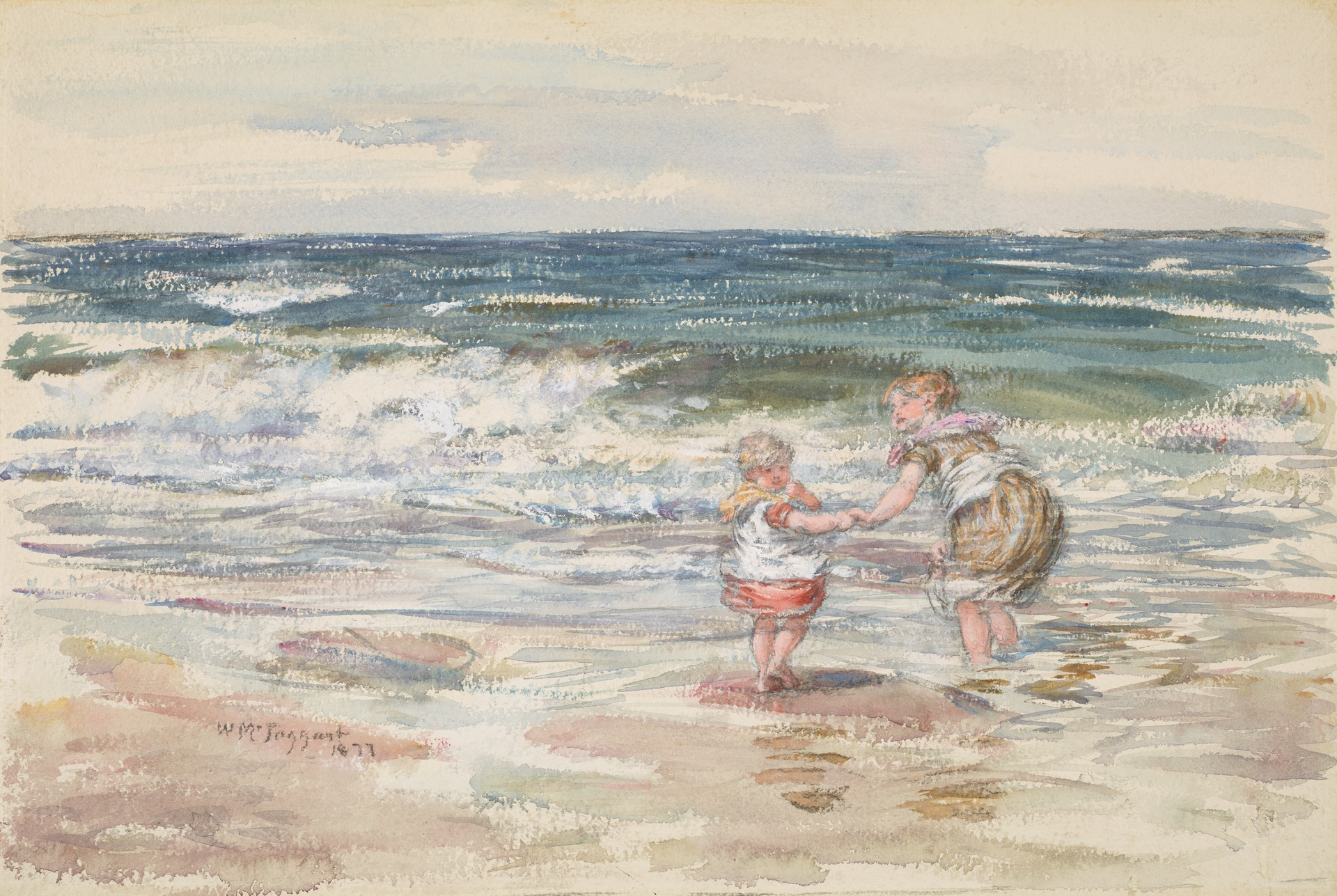
Pootjebaden, 1877, National Galleries of Scotland, Edinburgh

De eerste zomervakanties bracht de familie door aan de oostkust en William schilderde onder meer in Carnoustie en Broughty Ferry, maar vanaf 1870 kozen ze voor Kilkerran in de buurt van Campbeltown. Na 1870 brachten ze ongeveer elke vakantie door op Kintyre in Machrihanish, Tarbert, Carradale of Southend.
Vanaf de jaren 1880 schilderde McTaggart de meeste van zijn grotere werken buiten, en plein air. Dit en het brede expressieve schilderwerk leidde ertoe dat men hem dikwijls ging vergelijken met zijn tijdgenoten, de Franse impressionisten. Tegenwoordig is men eerder van mening dat de schildertechniek met de lichteffecten, de gevarieerde penseelhandeling en de paletmes texturen van de landschapsschilder John Constable zijn werk sterk beïnvloed hebben.
Op 15 december 1884 overleed zijn vrouw aan een slepende ziekte. Hij hertrouwde met Marjorie Henderson in 1886. Hij had twee dochters en twee zonen uit het eerste huwelijk en twee zonen en vier dochters uit het tweede huwelijk die hem overleefden.
Volgens bronnen uit zijn tijd zou hij in totaal veertien of vijftien kinderen hebben gehad.
In 1889 verhuisden de McTaggarts naar Broomieknowe dicht bij Lasswade in de Midlothian. Veel van zijn beste werk kwam daarna tot stand.
Hij bleef schilderen tot aan zijn dood in 1910 en werd begraven op het Newington Cemetery in Edinburgh samen met zijn beide echtgenotes en zijn drie vroeg gestorven kinderen. Zijn oudste dochter, Annie, en haar echtgenoot James Caw, werden later naast het graf van haar vader begraven.

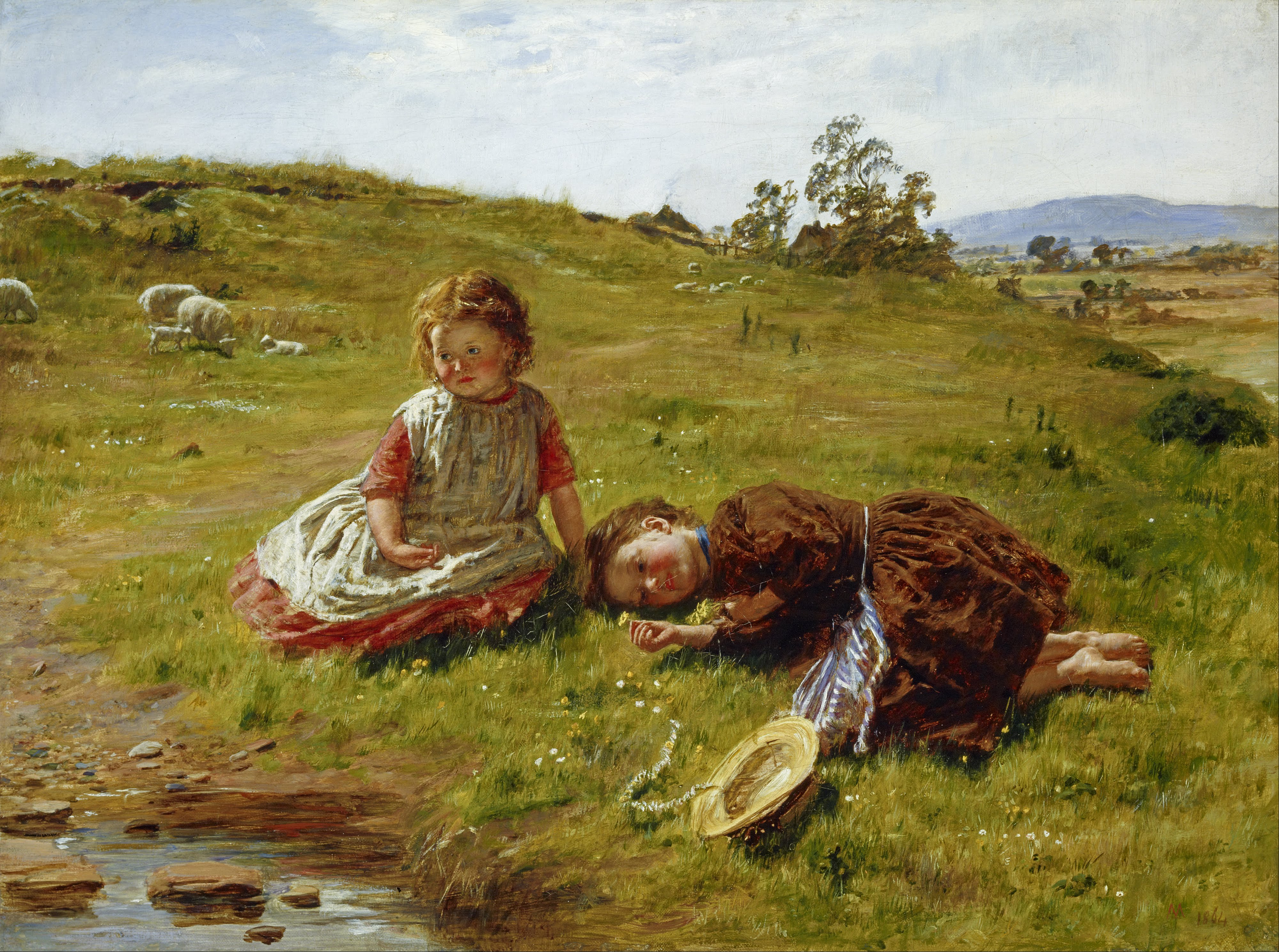
Lente, 1864, National Galleries of Scotland, Edinburgh

## Werken
Van bij het begin van zijn studies schilderde en tekende McTaggart kinderportretten om in zijn levensonderhoud te voorzien, hij werkte in het begin in de stijl van Daniel Macnee. Maar hij schilderde ook allegorische kinderscènes onder invloed van de Prerafaëlieten William Holman Hunt en John Everett Millais, wiens werk hij had leren kennen op de ‘Manchester Treasures Exhibition’ in 1857. Zijn Lente (1864) en Herfst (1863) lijken al meer impressionistisch in hun opzet, maar het waren in feite doordachte en zorgvuldig geplande werken die lente en herfst symbolisch voorstelden eerder dan een ‘impressie’ te geven van een bepaald landschap in een bepaald seizoen. Kinderen bleven een geliefd onderwerp van de schilder maar werden mettertijd meer een onderdeel van het landschap zoals in Jonge vissers (1876) en Bij de zomerse zee (1890-1896).

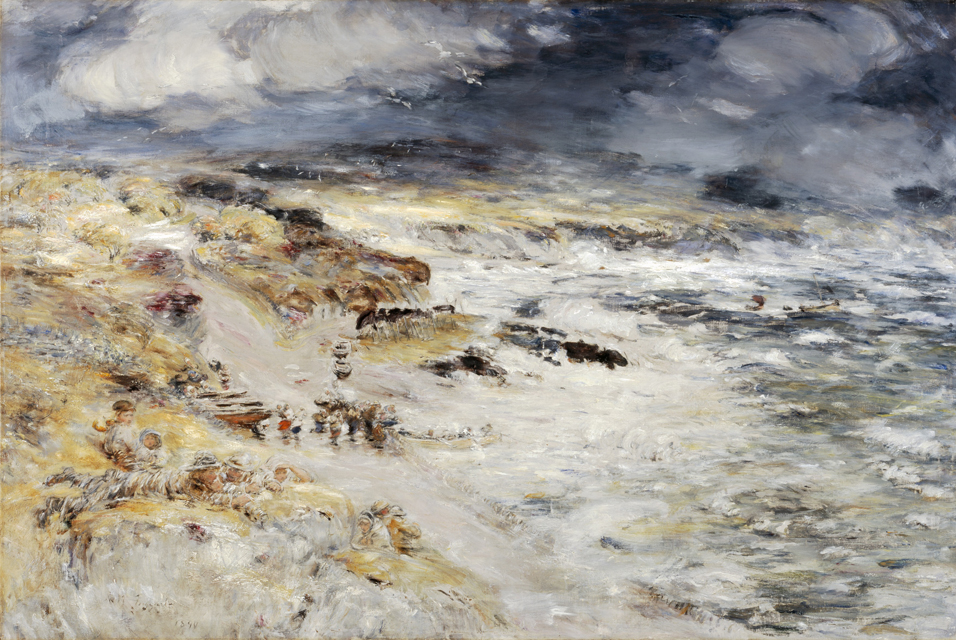
De storm, 1890, National Galleries of Scotland, Edinburgh

Vanaf 1870 gaat McTaggart andere onderwerpen en een andere stijl gebruiken. In plaats van liefelijke prerafaëlitische beelden van kinderen gaat hij de zee met zijn vissersboten en het vissersvolk schilderen. Het verfoppervlak wordt een wilde kluwen van penseelstreken, spatten en vlekken. Hij bezoekt zowel de oost- als de westkust van Schotland om inspiratie op te doen, vissersschepen en zeilschepen worden zijn belangrijkste onderwerpen. Hier is er ook weer een belangrijk verschil met de Franse impressionisten. Die bedrukken voornamelijk het harde ondankbare werk, McTaggart verheerlijkt het werk in de vrije natuur. Hij schilderde ook pure zeegezichten onder diverse weersituaties en op verschillende momenten van de dag. De zee onder slechte weercondities, bij storm en dergelijke, worden geliefde onderwerpen in de jaren 1880. Vanaf de jaren 80 gaat hij ook historische werken maken, onder meer over de emigranten die Schotland verlaten om zich te vestigen in Amerika en de komst van Saint Columba naar Schotland omstreeks 563.

## Weblinks
- William Taggart at The Athenaeum
- "William+McTaggart"&safe=active&as_st=y&tbm=isch&gws_rd=ssl William McTaggart op Google

- Art Gallery of South Australia: 3455
- Gemeinsame Normdatei: 118781170
- International Standard Name Identifier: 0000 0000 6675 4543
- Library of Congress Control Number: nr93002128
- National Gallery of Victoria: 1136
- Nationale Bibliotheek van Israël: 987007462157005171
- RKD-Nederlands Instituut voor Kunstgeschiedenis: 54378
- SNAC: w6xh7h41
- Système universitaire de documentation: 191905569
- Union List of Artist Names: 500006179
- Virtual International Authority File: 18018453
- WorldCat: E39PBJmtC3Xc9Gkw89bCpjdG73